# كيه كيه (مغني)
كريشناكومار كوناث (23 أغسطس 1968 – 31 مايو 2022)، المعروف شعبيًا بـ"كيه كيه" أو KK، كان مغنيًا هنديًا بارزًا في مجال غناء الأفلام. سجّل أغانيه بالأساس باللغات الهندية، التاميلية، والتيلوغو والكانادا. عُرف بتعدد استخداماته في مجموعة متنوعة من الأنواع الموسيقية، ويُعتبر واحدًا من أعظم مغني الهند في مجال غناء الأفلام على مر العصور. حصل كي كي على جواجائزتي شاشة، بالإضافة إلى ترشيحات لست جوائز من فيلم فير.
بدأ كيه كيه مسيرته المهنية بغناء الإعلانات التجارية، وظهر لأول مرة في الأفلام عام 1996 بأغنية في فيلم Maachis. أصدر ألبومه الأول Pal عام 1999، وأصبحت أغنيتا "Pal" و"Yaaron" من الألبوم مشهورتين جدًا، وغالبًا ما تُستخدم في حفلات التخرج المدرسية. كان هذا الألبوم هو نقطة الانطلاق في مسيرته المهنية. كما حصل على أول ترشيح لجائزة فيلم فير لأفضل مغني تشغيل عن أغنية "Tadap Tadap Ke" من فيلم Hum Dil De Chuke Sanam عام 1999.
كان كيه كيه يُعرف بلقب "ساحر الأحاسيس" بسبب أغانيه الرومانسية. حصل على جائزة أفضل مغني – ذكر (الموسيقى غير السينمائية) عن أغنيته "Pal"، وجائزة أفضل مغني تشغيل – ذكر عن أغنيته "Khuda Jane" من فيلم احترسن أيتها الحسناوات.

## وصلات خارجية
- كيه كيه (مغني) على موقع IMDb (الإنجليزية)
- كيه كيه (مغني) على موقع ميوزك برينز (الإنجليزية)
- كيه كيه (مغني) على موقع ديسكوغز (الإنجليزية)